# Emil Djuse
Emil Djuse (né le 27 octobre 1993 à Östersund) est un joueur de hockey sur glace professionnel Suédois. Il évolue à la position de Défenseur.

## Biographie

### Jeunesse
Emil évolue dans le mouvement junior du Östersunds IK intégrant progressivement l'équipe fanion en Division 1 dès la saison 2009-2010.

### En club
Emil fait ses débuts professionnelles lors de la saison 2012-2013 avec le Södertälje SK en Allsvenskan. En 35 matchs, il inscrit 13 points et aide Södertälje à se classer 2e du championnat. Lors des séries de qualification pour la SHL, il dispute 8 des 10 rencontres de son équipe, comptant 2 points. Son club finit dernier du groupe et reste en Allsvenskan la saison suivante.
Il rejoint le Frölunda HC pour la saison suivante, il dispute 18 parties de SHL et tous les matchs du parcours au Trophée européen de son équipe. il est également prêté deux fois, une première fois pour 3 rencontres en octobre au Malmö Redhawks et une deuxième fois de fin décembre jusqu'à la fin de la saison au Mora IK, qu'il aide à se classer au 6e rang du championnat.
Le 9 décembre 2014, après avoir disputé 18 rencontres de SHL et aidé Frölunda à remporter sa phase de groupe en Ligue des champions, il rejoint le MODO Hockey. Le club lutte contre la relégation jusqu'au bout du championnat, se sauvant lors des matchs de barrages face au HC Vita Hästen. La saison suivante n'est guère mieux pour MODO, Emil inscrit 15 points, seulement 14 de moins que le meilleur de son équipe. Au terme de la saison MODO dispute la série de barrage contre le Leksands IF et la perd.
Pour la saison suivante, il est recruté par le champion en titre, le Skellefteå AIK. Le club finissant à la 6e place du championnat, il connait ces premières séries éliminatoires en SHL. Elles seront courtes car, il est éliminé au stade des quarts de finale face au Frölunda HC, son ancienne équipe. En Ligue des Champions, il passe la phase de groupe, mais est éliminé au 1er tour face au JYP Jyväskylä. En 2017-2018, Skellefteå AIK termine au 5e rang du championnat et connaît un beau parcours en série éliminatoire, s'inclinnant en finale face au Växjö Lakers HC. À nouveau 5e la saison suivante, il ne passe pas le quart de finale, Djurgårdens IF l'éliminant. En ligue des champions, termine au même stade, en quart, Skellefteå AIK s'inclinant face au HC Škoda Plzeň.
Il tente sa chance en amérique du nord, signant un contrat d'entrée avec les Stars de Dallas. il n'obtient pas sa place dans le grand club et est céder au club école les Stars du Texas évoluant en LAH. Bien que livrant de bonne performance, il est échangé après 48 matchs aux Panthers de la Floride, en retour d'un choix de sixième tour au repêchage de 2020. Il est immédiatement envoyer dans le club école, les Thunderbirds de Springfield avec qui il dispute 5 rencontres.
La saison suivante, il tente sa chance en Russie, s'engageant avec le HK Spartak Moscou, club évoluant en KHL. Terminant au 8e rang de la Conférence Ouest, le Spartak rencontre le CSKA en quart de finale, et est éliminé en 4 rencontres.
Pour la saison 2021-2022, il rejoint le SC Rapperswil-Jona Lakers dans le championnat de National League en Suisse. L'équipe réalise un bon championnat, terminant à la 4e place. En quart de finale, ils affrontent le HC Davos qui les éliminent en 7 parties.
L'année suivante, il débute très bien, jusqu'à une blessure contractée en décembre. Il effectue son retour à la compétition le 21 janvier 2023. Lors de la première rencontre de série éliminatoire, lors d'un duel face à Justin Abdelkader du EV Zoug, il se fracture le pied et doit mettre un terme à sa saison.

### En équipe nationale
Emil représente son pays, la Suède dès 2012, avec la formation moins de vingt ans.
Il prend part au Championnat du monde junior en 2013. Récoltant un but et une passe en six rencontres, il remporte la Médaille d'argent en s'inclinant en finale face aux États-Unis, sur le score de 1-3.
Le 8 février 2019, il fête sa première sélection en équipe nationale A, lors de l'Euro Hockey Tour. il s'incline 2-5 face à la Tchéquie. Le 12 avril 2019, il inscrit son premier point, une passe, face à la Norvège. Au total, il dispute huit rencontres cette année-là.
Il doit ensuite attendre 3 ans avant d'être à nouveau rappeler en sélection et disputer 3 matchs lors de l'Euro Hockey Tour,,. La saison suivante, il dispute à nouveau deux parties lors de l'Euro Hockey Tour,.

## Statistiques

### En club
| Saison     | Équipe                      | Ligue               |                   | Saison régulière  | Saison régulière  | Saison régulière  | Saison régulière  | Saison régulière  |                   | Séries éliminatoires | Séries éliminatoires | Séries éliminatoires | Séries éliminatoires | Séries éliminatoires |
| Saison     | Équipe                      | Ligue               | PJ                | B                 | A                 | Pts               | Pun               | PJ                | B                 | A                    | Pts                  | Pun                  |                      |                      |
| 2009-2010  | Östersunds IK               | Division 1          | 13                | 0                 | 1                 | 1                 | 4                 | -                 | -                 | -                    | -                    | -                    |                      |                      |
| 2010-2011  | Östersunds IK               | Division 1          | 31                | 4                 | 12                | 16                | 10                | -                 | -                 | -                    | -                    | -                    |                      |                      |
| 2011-2012  | Östersunds IK               | Division 1          | 35                | 8                 | 31                | 39                | 26                | 6                 | 1                 | 0                    | 1                    | 4                    |                      |                      |
| 2012-2013  | Södertälje SK               | Allsvenskan         | 35                | 3                 | 10                | 13                | 10                | 8                 | 1                 | 1                    | 2                    | 37                   |                      |                      |
| 2013-2014  | Frölunda HC                 | SHL                 | 18                | 0                 | 5                 | 5                 | 6                 | -                 | -                 | -                    | -                    | -                    |                      |                      |
| 2013-2014  | Frölunda HC                 | Trophée européen    | 8                 | 0                 | 3                 | 3                 | 2                 | 2                 | 0                 | 1                    | 1                    | 0                    |                      |                      |
| 2013-2014  | Malmö Redhawks              | Allsvenskan         | 3                 | 0                 | 0                 | 0                 | 2                 | -                 | -                 | -                    | -                    | -                    |                      |                      |
| 2013-2014  | Mora IK                     | Allsvenskan         | 23                | 2                 | 7                 | 9                 | 20                | 6                 | 0                 | 3                    | 3                    | 4                    |                      |                      |
| 2014-2015  | Frölunda HC                 | SHL                 | 14                | 0                 | 1                 | 1                 | 0                 | -                 | -                 | -                    | -                    | -                    |                      |                      |
| 2014-2015  | Frölunda HC                 | Ligue des champions | 6                 | 0                 | 0                 | 0                 | 0                 | -                 | -                 | -                    | -                    | -                    |                      |                      |
| 2014-2015  | MODO Hockey                 | SHL                 | 24                | 4                 | 4                 | 8                 | 12                | 4                 | 0                 | 2                    | 2                    | 0                    |                      |                      |
| 2015-2016  | MODO Hockey                 | SHL                 | 46                | 4                 | 11                | 15                | 4                 | 7                 | 0                 | 1                    | 1                    | 0                    |                      |                      |
| 2015-2016  | Timrå IK                    | Allsvenskan         | 1                 | 1                 | 1                 | 2                 | 0                 | -                 | -                 | -                    | -                    | -                    |                      |                      |
| 2016-2017  | Skellefteå AIK              | SHL                 | 50                | 4                 | 9                 | 13                | 59                | 7                 | 0                 | 1                    | 1                    | 4                    |                      |                      |
| 2016-2017  | Skellefteå AIK              | Ligue des champions | 6                 | 0                 | 1                 | 1                 | 0                 | -                 | -                 | -                    | -                    | -                    |                      |                      |
| 2017-2018  | Skellefteå AIK              | SHL                 | 50                | 3                 | 18                | 21                | 32                | 7                 | 0                 | 1                    | 1                    | 12                   |                      |                      |
| 2018-2019  | Skellefteå AIK              | SHL                 | 49                | 6                 | 16                | 22                | 45                | 6                 | 0                 | 2                    | 2                    | 4                    |                      |                      |
| 2018-2019  | Skellefteå AIK              | Ligue des champions | 10                | 2                 | 6                 | 8                 | 6                 | -                 | -                 | -                    | -                    | -                    |                      |                      |
| 2019-2020  | Stars du Texas              | LAH                 | 48                | 4                 | 25                | 29                | 26                | -                 | -                 | -                    | -                    | -                    |                      |                      |
| 2019-2020  | Thunderbirds de Springfield | LAH                 | 5                 | 1                 | 2                 | 3                 | 2                 | -                 | -                 | -                    | -                    | -                    |                      |                      |
| 2020-2021  | HK Spartak Moscou           | KHL                 | 45                | 6                 | 22                | 28                | 14                | 4                 | 0                 | 0                    | 0                    | 0                    |                      |                      |
| 2021-2022  | SC Rapperswil-Jona Lakers   | NL                  | 48                | 7                 | 21                | 28                | 37                | 7                 | 0                 | 3                    | 3                    | 4                    |                      |                      |
| 2022-2023  | SC Rapperswil-Jona Lakers   | NL                  | 38                | 6                 | 16                | 22                | 30                | 1                 | 0                 | 0                    | 0                    | 0                    |                      |                      |
| 2022-2023  | SC Rapperswil-Jona Lakers   | Ligue des champions | 4                 | 0                 | 0                 | 0                 | 0                 | -                 | -                 | -                    | -                    | -                    |                      |                      |
| 2023-2024  | SC Rapperswil-Jona Lakers   | NL                  | Saison en cours ? | Saison en cours ? | Saison en cours ? | Saison en cours ? | Saison en cours ? | Saison en cours ? | Saison en cours ? | Saison en cours ?    | Saison en cours ?    | Saison en cours ?    |                      |                      |
| Totaux SHL | Totaux SHL                  | Totaux SHL          | 251               | 21                | 64                | 85                | 158               | 31                | 0                 | 7                    | 7                    | 20                   |                      |                      |
| Totaux LAH | Totaux LAH                  | Totaux LAH          | 53                | 5                 | 27                | 32                | 28                | -                 | -                 | -                    | -                    | -                    |                      |                      |
| Totaux KHL | Totaux KHL                  | Totaux KHL          | 45                | 6                 | 22                | 28                | 14                | 4                 | 0                 | 0                    | 0                    | 0                    |                      |                      |
| Totaux NL  | Totaux NL                   | Totaux NL           | 86                | 13                | 37                | 50                | 67                | 8                 | 0                 | 3                    | 3                    | 4                    |                      |                      |

### En équipe nationale
| Année     | Équipe    | Compétition                 |    | PJ | B | A | Pts | Pun               |  | Résultat |
| 2012-2013 | Suède U20 | International               | 11 | 2  | 1 | 3 | 2   |                   |  |          |
| 2013      | Suède U20 | Championnat du monde junior | 6  | 1  | 1 | 2 | 2   | médaille d'argent |  |          |
| 2018-2019 | Suède     | International               | 8  | 0  | 2 | 2 | 0   |                   |  |          |
| 2021-2022 | Suède     | International               | 3  | 0  | 1 | 1 | 4   |                   |  |          |
| 2022-2023 | Suède     | International               | 2  | 0  | 0 | 0 | 0   |                   |  |          |

## Trophées et honneurs personnels
- 2011-2012
  - Meilleur bilan +/- de la Division 1 (+37) avec l'Östersunds IK.
  - Meilleur au classement des points pour les défenseurs (30) avec l'Östersunds IK.

- 2012-2013
  - Médaille d'argent du championnat du monde junior avec la Suède.

- 2017-2018
  - Médaille d'argent des séries éliminatoires de la SHL avec le Skellefteå AIK.

## Transactions et contrats
- Le 7 avril 2012, il s'engage pour une saison avec le Södertälje SK[13].

- Le 17 avril 2013, il signe un contrat de deux ans avec le 	Frölunda HC[13].

- Le 18 octobre 2013, il est prêté au Malmö Redhawks[13].

- Le 26 décembre 2013, il est prêté au Mora IK[13].

- Le 9 décembre 2014, il ratifie un contrat de deux ans avec le MODO Hockey[13],[15].

- Le 21 septembre 2015, il est prêté au Timrå IK[13].

- Le 19 mai 2016, Skellefteå AIK lui accorde un contrat d'un an[16].

- Le 31 octobre 2017, il prolonge de deux ans avec le Skellefteå AIK[17].

- Le 29 avril 2019, il signe un contrat d'entrée avec les Stars de Dallas[18].

- Le 24 février 2020, il est acquis par les Panthers de la Floride en retour d'un choix de 6e tour[19].

- Le 18 juin 2020, il s'engage pour un an avec le Spartak de Moscou[20].

- Le 26 mai 2021, Rapperswill l’enrôle pour 2 ans[21].

- Le 13 avril 2022, il signe une extension d'un an avec Rapperswill[22].

- Le 13 janvier 2023, il rallonge son contrat d'un an avec Rapperswill, lui assurant une place jusqu'en 2025[23].